# Liste der Bodendenkmäler in Malching
Auf dieser Seite sind die Bodendenkmäler in der niederbayerischen Gemeinde Malching zusammengestellt. Diese Tabelle ist eine Teilliste der Liste der Bodendenkmäler in Bayern. Grundlage ist die Bayerische Denkmalliste, die auf Basis des Bayerischen Denkmalschutzgesetzes vom 1. Oktober 1973 erstmals erstellt wurde und seither durch das Bayerische Landesamt für Denkmalpflege geführt wird. Die folgenden Angaben ersetzen nicht die rechtsverbindliche Auskunft der Denkmalschutzbehörde.

## Bodendenkmäler der Gemeinde Malching

### Bodendenkmäler in der Gemarkung Kirchham
| Lage                | Objekt                                                                                 | Akten-Nr.     | Bild |
| ------------------- | -------------------------------------------------------------------------------------- | ------------- | ---- |
| Kirchham (Standort) | Teilstück der römischen Inntalstraße mit Damm und begleitenden Materialentnahmegruben. | D-2-7645-0272 |      |

### Bodendenkmäler in der Gemarkung Malching
| Lage                | Objekt | Akten-Nr.     | Bild |
| ------------------- | --- | ------------- | ---- |
| Malching (Standort) | Grabhügel vorgeschichtlicher Zeitstellung. | D-2-7644-0008 |      |
| Malching (Standort) | Siedlung der frühen Bronzezeit. | D-2-7644-0009 |      |
| Malching (Standort) | Weitgehend verebnete Viereckschanze der späten Latènezeit und;Siedlung vor- und frühgeschichtlicher Zeitstellung, unter anderem der römischen Kaiserzeit. | D-2-7645-0111 |      |
| Malching (Standort) | Grabhügel vorgeschichtlicher Zeitstellung. | D-2-7645-0112 |      |
| Malching (Standort) | Grabhügel und Siedlung vorgeschichtlicher Zeitstellung u. a. der Hallstattzeit. | D-2-7645-0113 |      |
| Malching (Standort) | Vorgeschichtliche Befestigungsanlage und Burgstall des Mittelalters. Siedlung der frühen Bronzezeit, der Urnenfelder-, Hallstatt- und Latènezeit sowie des Mittelalters. Siehe auch: Burgstall Einsiedelbuckel                                                                       | D-2-7645-0114 |      |
| Malching (Standort) | Grabhügel vorgeschichtlicher Zeitstellung | D-2-7645-0115 |      |
| Malching (Standort) | Schürfgruben vor- und frühgeschichtlicher Zeitstellung. | D-2-7645-0116 |      |
| Malching (Standort) | Gräber und Siedlungen frühbronzezeitlicher Zeitstellung. Bestattungsplatz hallstattzeitlicher Zeitstellung. Siedlungen vor- und frühgeschichtlicher Zeitstellung unter anderem der späten Latènezeit sowie des Mittelalters. Körpergräber vor- und frühgeschichtlicher Zeitstellung. | D-2-7645-0117 |      |
| Malching (Standort) | Körpergräber frühmittelalterlicher Zeitstellung. | D-2-7645-0118 |      |
| Malching (Standort) | Körpergräber des frühen Mittelalters. | D-2-7645-0119 |      |
| Malching (Standort) | Siedlung neolithischer Zeitstellung. | D-2-7645-0121 |      |
| Malching (Standort) | Siedlung neolithischer Zeitstellung. | D-2-7645-0124 |      |
| Malching (Standort) | Siedlung oder Bestattungsplatz frühbronzezeitlicher Zeitstellung. | D-2-7645-0126 |      |
| Malching (Standort) | Siedlungen vorgeschichtlicher Zeitstellung unter anderem des Neolithikums, der (frühen) Bronzezeit sowie der mittleren bis späten Latènezeit und des Mittelalters. | D-2-7645-0127 |      |
| Malching (Standort) | Siedlungs- oder Bergbauareal frühlatènezeitlicher Zeitstellung. | D-2-7645-0128 |      |
| Malching (Standort) | Körpergräber vor- und frühgeschichtlicher oder mittelalterlicher Zeitstellung. | D-2-7645-0129 |      |
| Malching (Standort) | Siedlung vor- und frühgeschichtlicher oder mittelalterlicher Zeitstellung. | D-2-7645-0132 |      |
| Malching (Standort) | Siedlung vor- und frühgeschichtlicher Zeitstellung. | D-2-7645-0133 |      |
| Malching (Standort) | Siedlung vor- und frühgeschichtlicher Zeitstellung. | D-2-7645-0134 |      |
| Malching (Standort) | Siedlung vor- und frühgeschichtlicher Zeitstellung. | D-2-7645-0136 |      |
| Malching (Standort) | Siedlung vor- und frühgeschichtlicher Zeitstellung. | D-2-7645-0137 |      |
| Malching (Standort) | Siedlung und Grabhügel vor- und frühgeschichtlicher Zeitstellung, Altstraßenkörper frühgeschichtlicher oder mittelalterlicher Zeitstellung. | D-2-7645-0138 |      |
| Malching (Standort) | Grabhügel vorgeschichtlicher Zeitstellung. | D-2-7645-0139 |      |
| Malching (Standort) | Siedlung vor- und frühgeschichtlicher Zeitstellung. | D-2-7645-0142 |      |
| Malching (Standort) | Siedlung vor- und frühgeschichtlicher Zeitstellung. | D-2-7645-0143 |      |
| Malching (Standort) | Siedlung vor- und frühgeschichtlicher Zeitstellung. | D-2-7645-0144 |      |
| Malching (Standort) | Mittelalterlicher Vorgängerbau und untertägige Teile der Katholischen Pfarrkirche St. Aegidius in Malching sowie der Katholischen Friedhofskapelle St. Salvator und der ehemalige Friedhofsbefestigung. Siehe auch: St. Ägidius (Malching)                                           | D-2-7645-0156 |      |
| Malching (Standort) | Untertägige mittelalterliche und frühneuzeitliche Befunde im Bereich des ehemaligen Schlosses von Malching. Siehe auch: Schloss Malching | D-2-7645-0157 |      |
| Malching (Standort) | Untertägige mittelalterliche und frühneuzeitliche Siedlungsteile im Bereich der Hofwüstung von Asperl. | D-2-7645-0158 |      |
| Malching (Standort) | Edelsitz des späten Mittelalters und der frühen Neuzeit. Siehe auch: Herrensitz Malching | D-2-7645-0185 |      |
| Malching (Standort) | Untertägige mittelalterliche und frühneuzeitliche Befunde und Funde im Bereich der Pestkapelle und des Pestfriedhofes | D-2-7645-0186 |      |
| Malching (Standort) | Siedlungen vorgeschichtlicher, latènezeitlicher und mittelalterlicher Zeitstellung. | D-2-7645-0187 |      |
| Malching (Standort) | Siedlung neolithischer Zeitstellung. | D-2-7645-0197 |      |
| Malching (Standort) | Siedlung jung- bis endneolithischer Zeitstellung. | D-2-7645-0198 |      |
| Malching (Standort) | Siedlung der späten Latènezeit. | D-2-7645-0266 |      |
| Malching (Standort) | Teilstücke der römischen Inntalstraße mit begleitenden Materialentnahmegruben. | D-2-7645-0267 |      |
| Malching (Standort) | Teilstücke der römischen Inntalstraße mit begleitenden Materialentnahmegruben. | D-2-7645-0268 |      |
| Malching (Standort) | Teilstücke der römischen Inntalstraße mit begleitenden Materialentnahmegruben. | D-2-7645-0269 |      |
| Malching (Standort) | Teilstück der römischen Inntalstraße mit begleitenden Materialentnahmegruben. | D-2-7645-0270 |      |
| Malching (Standort) | Teilstück der römischen Inntalstraße mit begleitenden Materialentnahmegruben. | D-2-7645-0271 |      |